# Survarium
Survarium fue un juego multijugador masivo en línea de acción en primera persona con elementos de rol y de supervivencia gratuito, el cual estuvo siendo desarrollado por Vostok Games, equipo formado por antiguos desarrolladores de la empresa GSC Game World a raíz de la supuesta cancelación de S.T.A.L.K.E.R. 2 y el cierre de la ya mencionada empresa, en diciembre de 2011. A pesar de que Survarium fue externa a la serie S.T.A.L.K.E.R., los desarrolladores pretendían incluir características comparables, en particular las anomalías y artefactos que hacen referencia a la novela de ciencia ficción rusa Roadside Picnic, y la "catástrofe ecológica" que hace que gran parte del entorno sea inhabitable para los seres humanos.
El 9 de diciembre de 2011, los periodistas de videojuegos informaron de que Sergei Grigorovich, el Chief Executive Officer (CEO) de GSC Game World, ha expresado al parecer su decepción por el desarrollo de STALKER 2 durante una reunión con los empleados. Pese a los desmentidos iniciales de la compañía en respuesta a preguntas de la prensa, los medios de comunicación informaron ampliamente que la alta dirección había cancelado oficialmente STALKER 2 y disolvió la compañía. En marzo de 2012, los exempleados de GSC Game World fundaron Vostok Games con capital de Vostok Ventures Ltd, y posteriormente anunciaron el desarrollo de Survarium el 25 de abril de 2012.

## Trama

### Origen
De acuerdo con la información publicada por Vostok Games, en el año 2020 en todo el mundo se produjo un desastre ecológico , acabando aproximadamente con el 90% de la raza humana. El desastre toma la forma de un bosque que crece muy rápido, destruyendo todo lo que puede impedir su crecimiento. Sus objetivos son los fabricantes de armas, las instalaciones militares y laboratorios que trabajan en métodos para detener la extensión del bosque.

### El juego
La historia de  Survarium  se lleva a cabo en el año 2026 donde los jugadores tratan de sobrevivir y defenderse de los ataques del bosque. Los jugadores pueden optar por unirse a una facción y así obtener acceso a los suministros y recursos. Actualmente hay 4 facciones conocidas, aunque Vostok Games ha declarado que tienen la intención de tener 9 facciones tras la finalización, sin embargo no todas serán jugables, algunas facciones estarán destinadas a ayudar en el progreso de la historia del jugador. Todas las facciones siguen diferentes ideales y a menudo entran en conflicto con otras facciones, creando enemistades.
Actualmente se desconoce la causa de la catástrofe, ésta se irá descubriendo por los jugadores a medida que progresen en el juego.Todos los acontecimientos en el mundo dependerán de las acciones de los jugadores. Para el momento actual ni los jugadores, ni los desarrolladores saben como acabará la historia del mundo Survarium: si habrá "un fin feliz" o "todos morirán".